# Sandguldsteklar
Sandguldsteklar (Hedychridium) är ett släkte av steklar som ingår i familjen guldsteklar.

## Arter
- Hedychridium ardens (Coquebert, 1801) (Ärgguldstekel)
- Hedychridium caputaureum Trautmann & Trautmann, 1919 (Kronguldstekel)
- Hedychridium chloropygum
- Hedychridium coriaceum (Dahlbom, 1854) (Bronsguldstekel)
- Hedychridium cupreum (Dahlbom, 1845) (Kopparguldstekel)
- Hedychridium dimidiatum
- Hedychridium mediocrum Linsenmaier, 1987 (Kattguldstekel)
- Hedychridium roseum (Rossi, 1790) (Rosenguldstekel)

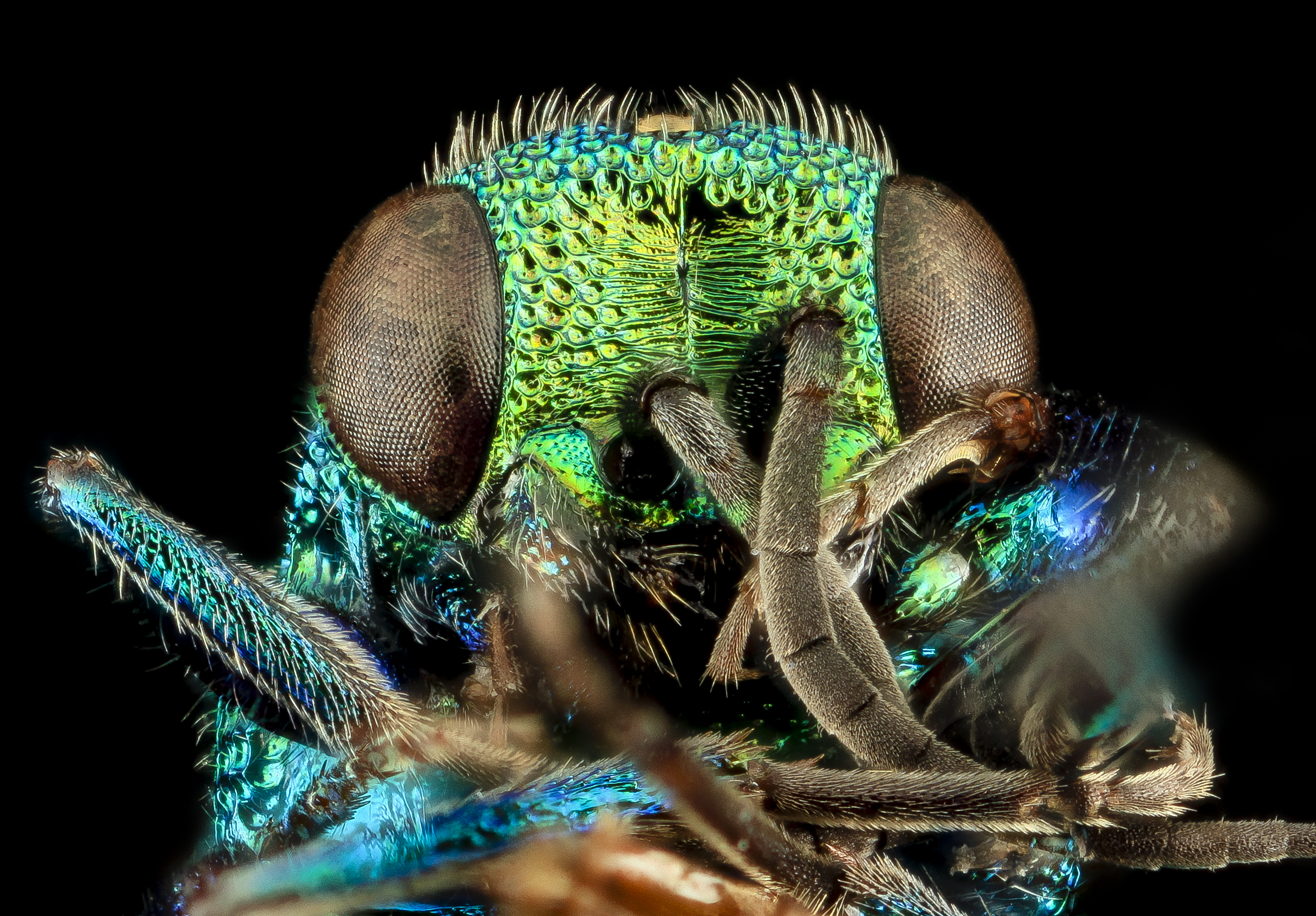
Hedychridium dimidiatum
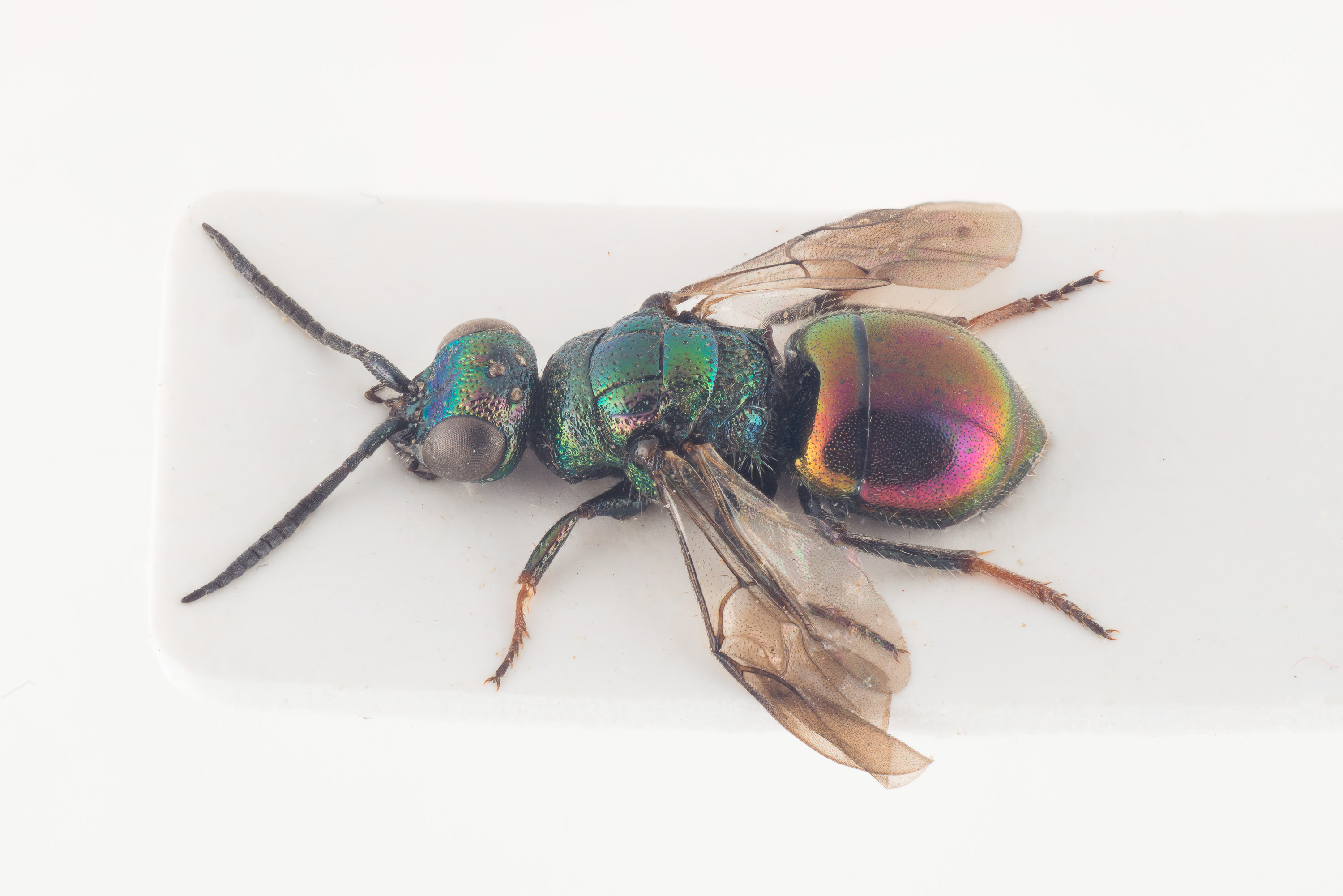
Kopparguldstekel
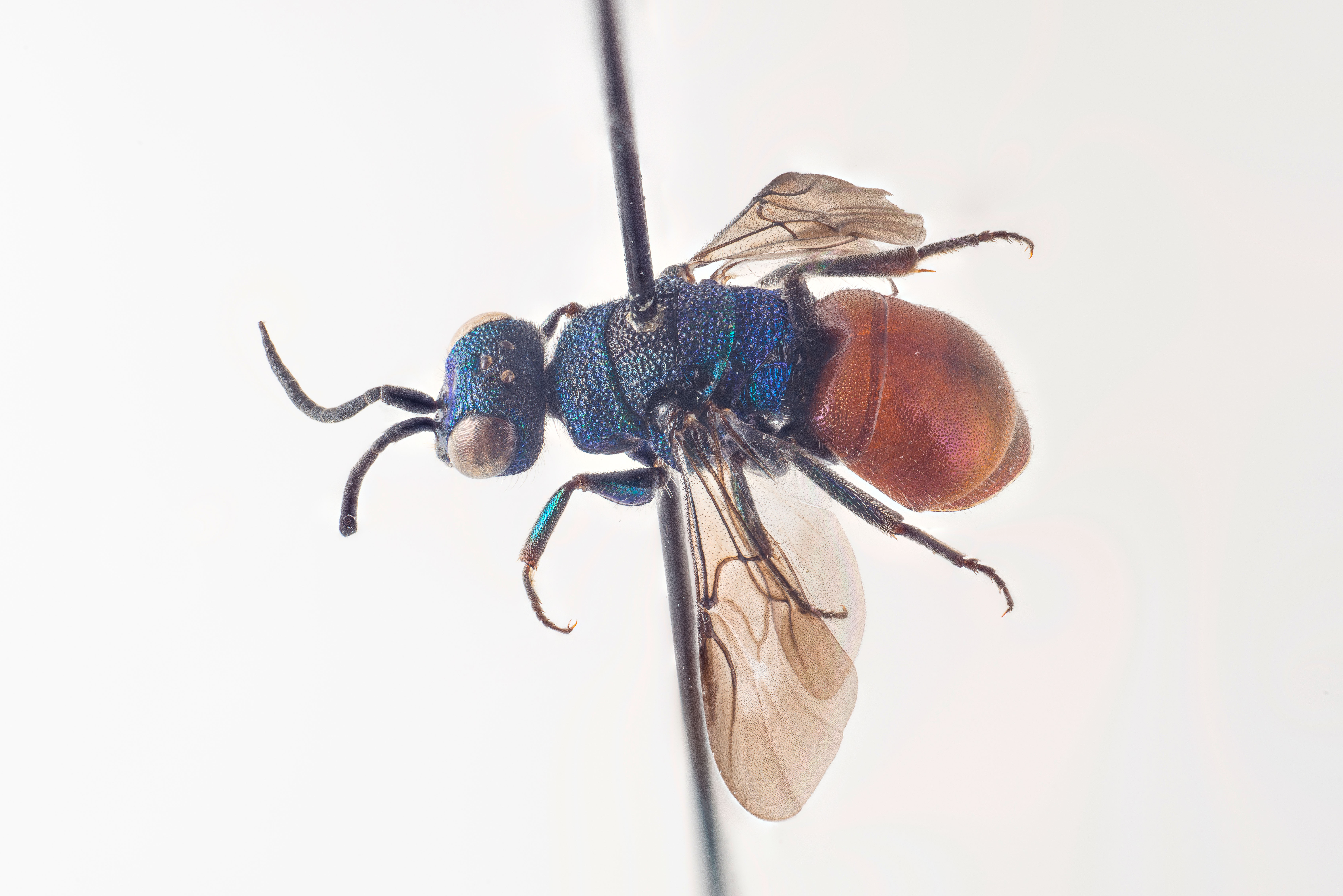
Rosenguldstekel